# 管摩擦係数
管摩擦係数（かんまさつけいすう）とは、流体力学において用いられる無次元数の一つ。以下の公式で求められる。
{\displaystyle \lambda ={\frac {8\tau _{w}}{U^{2}\sigma }}}
ただし、{\displaystyle \lambda }は管摩擦係数、{\displaystyle \tau _{w}}は摩擦の応力、{\displaystyle U}は流体の平均速度、{\displaystyle \sigma }は流体の密度を表す。ただし、イギリスやアメリカでは{\displaystyle {\frac {\lambda }{4}}={\frac {2\tau _{w}}{U^{2}\sigma }}}を管摩擦係数とすることがある。管摩擦係数は、流体が管の中を流れる際、管の壁の摩擦により発生する損失係数である。